# Alianza Libre Europea de Jóvenes
La Alianza Libre Europea de Jóvenes (EFAY) es la organización juvenil formada por miembros que pertenecen a organizaciones, movimientos o partidos políticos ligados a la Alianza Libre Europea (ALE) que pretenden salvaguardar y promover las particularidades cultural, lingüística y la diversidad nacional de Europa. EFAY, por lo tanto, es una alianza de las secciones juveniles nacionalistas y regionalistas de partidos políticos y organizaciones en toda Europa, que participan activamente en los planos estatal y regional, así como a nivel europeo. Los miembros trabajan hacia un mayor reconocimiento de la diversidad europea. 
La EFAY fue creada por Mikel Irujo (actualmente europarlamentario en representación de Eusko Alkartasuna) en 1999, cuando era Secretario de Internacional de Gazte Abertzaleak, las juventudes de dicho partido. Su anterior presidente fue Jezz Anbleydh (de las juventudes de Mebyon Kernow, un partido nacionalista de Cornualles, en el Reino Unido), elegido en la última asamblea general, celebrada en Barcelona el 26 de marzo de 2009, cuando se sustituye el último presidente, Rhisiart Tal-e-bot, también miembro de las juventudes de Mebyon Kernow. Durante la asamblea de Venecia de 26 de marzo de 2010 fue elegida como presidenta Irati Aizpurua, de Gazte Abertzaleak. En 2011 fue elegido presidente Roccu Garoby del Partitu di a Nazione Corsa - Ghjuventù. De 2016 a 2019 el presidente fue Max Zañartu, representando a las Joventuts d'Esquerra Republicana. Actualmente, desde el año 2019, la presidenta es Valentina Servera, de Young Scots for Independence.
Aunque se trata de una organización europeísta, EFAY cree en un modelo europeo diferente a la que se ofrece en este momento. Se opone a la idea de una Europa de los Estados. EFAY está a favor de una Europa de los Pueblos, una Europa que respete y proteja sus diferentes minorías nacionales y las identidades, lenguas y culturas, y cree en una Europa que defiende el principio de subsidiariedad, apoya y fomenta la libre determinación, las campañas efectivas por la justicia social y la protección del medio ambiente, así como persigue una democracia progresiva y el reconocimiento de la diversidad.

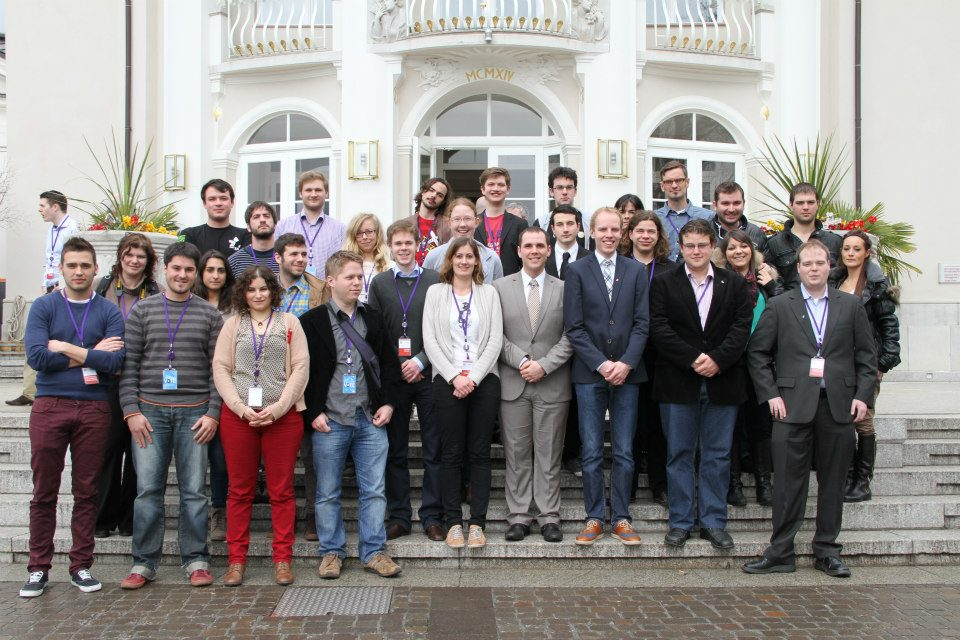
Asamblea General de EFAY en 2013, Tirol del Sur.

## Dirección
| Posición                                                        | Nombre          | Organización       | Representa            |
| --------------------------------------------------------------- | --------------- | ------------------ | --------------------- |
| Presidente                                                      | Max Zañartu     | JERC               | Cataluña              |
| Secretario General y Coordinador                                | Gerard Bona     | JERC               | Cataluña              |
| Tesorero y Vicepresidente para Asuntos de la UE                 | Roccu Garoby    | PNC-Ghjuventú      | Córcega               |
| Jefe de Prensa y Vicepresidente para Derechos de Género y LGBT+ | Fflur Arwell    | Plaid Cymry Ifanc  | Gales                 |
| Vicepresidente para Asuntos Internacionales                     | Adrian Fuentes  | Gazte Abertzaleak  | País Vasco            |
| Vicepresidente para Empoderamiento y Participación              | Tór Marni Weihe | Unga Tjóðveldið    | Islas Feroe           |
| Vicepresidenta para la Juventud y el Activismo                  | Lena Kolter     | Enotna Lista Youth | Eslovenos de Carintia |

| Presidentes de EFAY | Presidentes de EFAY    | Presidentes de EFAY | Presidentes de EFAY |
| Nombre              | Organización           | Representa          | Años                |
| ------------------- | ---------------------- | ------------------- | ------------------- |
| Max Zañartu         | JERC                   | Cataluña            | 2016-               |
| Roccu Garoby        | PNC-Ghjuventù (PNC-G)  | Córcega             | 2012-2016           |
| Irati Aizpurua      | Gazte Abertzaleak (GA) | País Vasco          | 2010-2012           |
| Jezz Anbleydh       | Kernow X               | Cornualles          | 2009-2010           |
| Rhisiart Tal-e-bot  | Kernow X               | Cornualles          | 2007-2009           |
| Lander Bilbao       | Gazte Abertzaleak (GA) | País Vasco          | 2005-2007           |
| Jonas Dutordoir     | Prego                  | Flandes             | 2003-2005           |
| Pere Aragonés       | JERC                   | Cataluña            | 2001-2003           |
| Mikel Irujo Amezaga | Gazte Abertzaleak (GA) | País Vasco          | 2000-2001           |

## Miembros y observadores

### Miembros
En EFAY están representadas 31 organizaciones juveniles de 29 regiones y naciones de 14 Estados europeos 

#### Bélgica
| Nombre de la organización             | Partido del que depende   | Representa            | Sitio web                                                                                            |
| ------------------------------------- | ------------------------- | --------------------- | --- |
| Partei Deutschsprachigen Belgier (AP) | Partido Belga Germanófono | Comunidad germanófona | AP (enlace roto disponible en Internet Archive; véase el historial, la primera versión y la última). |

#### España
| Nombre de la organización                          | Partido del que depende       | Representa                                   | Sitio web        |
| -------------------------------------------------- | ----------------------------- | -------------------------------------------- | ---------------- |
| Gazte Abertzaleak                                  | Eusko Alkartasuna             | País Vasco                                   | GA               |
| Joventuts d'Esquerra Republicana - Països Catalans | Esquerra Republicana          | Cataluña Islas Baleares Comunidad Valenciana | Jovent Republicà |
| Juventudes Andalucistas                            | Andalucía por Sí              | Andalucía                                    | JJAA             |
| Galiza Nova                                        | Bloque Nacionalista Galego    | Galicia                                      | GN               |
| Chobentú Aragonesista                              | Chunta Aragonesista           | Aragón                                       | Chobentú         |
| Joves d'Esquerra Nacionalista                      | Partit Socialista de Mallorca | Mallorca                                     | JEN              |
| Joves PV - Compromís                               | Més-Compromís                 | Comunidad Valenciana                         | Joves PV         |

#### Francia
| Nombre de la organización                          | Partido del que depende     | Representa | Sitio web                                                                                             |
| -------------------------------------------------- | --------------------------- | ---------- | --- |
| Joventuts d'Esquerra Republicana - Països Catalans | Esquerra Republicana        | Rosellón   | Jovent Republicà                                                                                      |
| Jovens d'Unitat Catalana                           | Unitat Catalana             | Rosellón   | JUC                                                                                                   |
| Liga Saboyana                                      | Liga Saboyana               | Saboya     | LS (enlace roto disponible en Internet Archive; véase el historial, la primera versión y la última).  |
| Partit Occitan                                     | Partit Occitan              | Occitania  | PO |
| Partitu di a Nazione Corsa - Ghjuventù             | Partitu di a Nazione Corsa  | Córcega    | PdNC                                                                                                  |
| Unión Democrática Bretona                          | Unvaniezh Demokratel Breizh | Bretaña    | UDB                                                                                                   |
| Unión del Pueblo Alsaciano (UPA / EVU)             | Unión del Pueblo Alsaciano  | Alsacia    | UPA (enlace roto disponible en Internet Archive; véase el historial, la primera versión y la última). |

#### Finlandia
| Nombre de la organización | Partido del que depende | Representa | Sitio web |
| ------------------------- | ----------------------- | ---------- | --------- |
| Ålands Framtid            | Futuro de Åland         | Åland      | AF        |

#### Grecia
| Nombre de la organización                                         | Partido del que depende | Representa | Sitio web |
| ----------------------------------------------------------------- | ----------------------- | ---------- | --------- |
| Minoría macedonia en Grecia (Juventud dentro de la sección Parte) | Rainbow (Vinozhito)     | macedonios | MMG       |

#### Italia
| Nombre de la organización      | Partido del que depende | Representa     | Sitio web |
| ------------------------------ | ----------------------- | -------------- | --------- |
| Partito Sardo d'Azione (PSd'A) | Partido Acción sardo    | Cerdeña        | PSdA      |
| Juventud Valdotaine            | Unión Valdotaine        | Valle de Aosta | EP        |
| Liga Fronte Veneto             | Liga Veneta Repubblica  | Véneto         | LFV       |
| Libertà Emiliana               | Emiliana Alianza Libre  | Emilia         | LE        |

#### Lituania
| Nombre de la organización          | Partido del que depende      | Representa | Sitio web                                                                                               |
| ---------------------------------- | ---------------------------- | ---------- | --- |
| Lituano Polaco del Partido Popular | Lituano Polaco Popular Parte | polacos    | LPP'P (enlace roto disponible en Internet Archive; véase el historial, la primera versión y la última). |

#### Países Bajos
| Nombre de la organización     | Partido del que depende  | Representa | Sitio web                                                |
| ----------------------------- | ------------------------ | ---------- | -------------------------------------------------------- |
| Fryske Partij Nasjonale (FNP) | ¡Partido Nacional Frisón | Frisia     | FNP Archivado el 10 de junio de 2008 en Wayback Machine. |

#### Polonia
| Nombre de la organización                     | Partido del que depende      | Representa | Sitio web |
| --------------------------------------------- | ---------------------------- | ---------- | --- |
| Alta Silesia Juventud (Ruch Slaska Autonomii) | Movimiento Autonomía Silesia | Silesia    | Silesia-Autonomía-Movimiento Ruch-Autonomii-Slaska USY (enlace roto disponible en Internet Archive; véase el historial, la primera versión y la última). |

#### Reino Unido
| Nombre de la organización                                 | Partido del que depende               | Representa | Sitio web |
| --------------------------------------------------------- | ------------------------------------- | ---------- | --------- |
| Partido Nacional Escocés (SNP Juventud)                   | SNP                                   | Escocia    | YSI       |
| Federación de Estudiantes Nacionalistas (SNP Estudiantes) | SNP                                   | Escocia    | FSN       |
| Cymru X                                                   | Plaid Cymru                           | Gales      | Cymru X   |
| Kernow X                                                  | Mebyon Kernow (Partido de Cornualles) | Cornualles | Kernow X  |

### Observadores
Las organizaciones observadoras son: 
República Checa
- Pareja Moravos Moravia

Rumanía
- Organización de los estudiantes (Rumanía, Transilvania Parte)

Eslovaquia
- Organización de la Juventud Federalista Partido Húngaro Húngaro Minoría